# Die Linkskurve
Die Linkskurve var en tysk tidskrift för litteratur och politik. Den utgavs av Bund proletarisch-revolutionärer Schriftsteller, som hade en tydlig anknytning till Tysklands kommunistiska parti. Tidskriften utkom med ett nummer i månaden från augusti 1929 till december 1932.

## Skribenter (urval)
- Arthur Arnold
- Henry Barbusse
- Johannes R. Becher (utgivare)
- Willi Bredel
- Axel Eggebrecht
- Albert Einstein
- Friedrich Engels
- John Galsworthy
- Ernst Glaeser
- Maxim Gorki
- E. Gumbel
- Walter Hasenclever
- Egon Erwin Kisch
- Kurt Kläber (utgivare)
- Berta Lask
- Theodor Lessing
- Georg Lukács
- Hannes Meyer
- Alfons Paquet
- John Dos Passos
- Erwin Piscator
- Theodor Plievier
- Wilhelm Reich
- Ludwig Renn (utgivare)
- Bernard Shaw
- Josef Stalin
- Lisa Tetzner
- Ernst Toller
- Kurt Tucholsky
- Lisa Ullrich
- Herwarth Walden
- Jakob Wassermann
- Erich Weinert (utgivare)
- K. A. Wittfogel
- Friedrich Wolf
- Annegret Wölk